# Aram Manoukian
Aram Manoukian (en arménien Արամ Մանուկեան), né le 19 mars 1879 à Zeyva (Empire russe) et mort le 29 janvier 1919 à Erevan (Arménie), connu aussi comme Aram de Van, est un homme politique, révolutionnaire et général arménien. Organisateur du soulèvement de Van, il joue également un rôle majeur lors de la fondation de la République démocratique d'Arménie.

## Biographie

### Premières années
Né le 19 mars 1879 dans le village de Zeyva, aujourd'hui David Bek, alors situé dans le gouvernement d'Elisavetpol au sein de l'Empire russe, il fait ses études à l'école diocésaine de Chouchi et est diplômé en 1901 de l'école diocésaine d'Erevan.
En 1903, il participe à la défense d'Elisavetpol et de Kars avec la Fédération révolutionnaire arménienne (FRA). En automne 1904, il se trouve à Van et y prône la réforme ; après un séjour à Genève, il y revient en 1911 pour y être l'un des chefs de la FRA pour la région. Aram Manoukian y promeut des cercles de jeunesse arméniens, communique avec la presse et enseigne dans des écoles arméniennes. Il est arrêté pour le meurtre de Bedros Kapamajian par les autorités ottomanes ; lorsqu'il est relâché, il voyage entre Erzurum et Ordu et y continue ses activités d'enseignement et d'activisme arménien.

### Première Guerre mondiale
Il retourne à Van avec le déclenchement de la Première Guerre mondiale et le début du génocide arménien ; en 1915, il prend part au soulèvement de Van contre les forces ottomanes. Il devient alors le gouverneur du Vaspourakan libre éphémère.

### Conseil national arménien
Après la reprise de Van par les Turcs, il se rend à Tiflis et y œuvre au sein du bureau de la FRA et du conseil national, s'occupant également des réfugiés de Van. Fin 1917, il devient le chef du Congrès des Arméniens orientaux.

### République démocratique d'Arménie
En 1918, le Conseil national arménien envoie Aram Manoukian à Erevan en tant que représentant. Il y contribue à l'établissement de la République démocratique d'Arménie, dont il devient le premier ministre de l'Intérieur ainsi que ministre du Travail et de la Défense. Il prend ainsi part à l'organisation de la bataille de Sardarapat qui repousse les Turcs.
Il tombe malade en 1919 et meurt à l'âge de 39 ans. Il est inhumé au cimetière central de Tokhmakh.